# Bolero (Ravel)
De Bolero (of Boléro) is een ballet dat in 1928 gecomponeerd werd door de Franse componist Maurice Ravel voor de Oekraïense danseres Ida Rubinstein.

## Achtergrond
Het stuk heeft kenmerken van een bolero. Het stuk was meteen een groot succes tijdens de première op 22 november 1928 in de Parijse Opéra, met choreografie van Bronislava Nijinska en een decor van Alexandre Benois. Het orkest van de Opera van Parijs stond onder leiding van Walther Straram. Ernest Ansermet was oorspronkelijk ingehuurd om alle uitvoeringen van het balletseizoen te leiden, maar de musici weigerden onder hem te spelen.
Ravel noemde het stuk muzikaal inhoudloos, maar toch staat het bekend als een van zijn meesterwerken. De Bolero bestaat uit twee thema's die telkens door andere instrumenten worden gespeeld. Na twee inleidende maten door de kleine trom wordt het eerste thema ingezet door een enkele fluit, waarna langzamerhand het gehele orkest gaat meedoen, waarbij bij elk opeenvolgend fragment crescendo plaatsvindt. Kort voor het einde vindt een modulatie plaats, waarbij Ravel van Do-groot naar Mi-groot gaat en zo het einde kracht bij zet. Het stuk duurt ongeveer 15 minuten.

## Ritme
De Bolero werd naast zijn intrigerende orkestratie, met orkestinstrumenten die beurtelings het thema spelen, ook bekend door zijn ritmische drone. Dit het hele werk door (ostinato) volgehouden ritme is: